# Tsurugi (Shinkansen)
Pour les articles homonymes, voir Tsurugi (homonymie).
Le Tsurugi (つるぎ) est le nom d'un service de train à grande vitesse japonais du réseau Shinkansen développé par la JR West sur la ligne Shinkansen Hokuriku. Son nom fait référence au mont Tsurugi.

## Gares desservies
Mis en place le 14 mars 2015, ce service effectue la liaison entre  Tsuruga  et Toyama depuis le 16 mars 2024, date du prolongement à Tsuruga de la ligne Shinkansen Hokuriku. Certains trains sont terminus Kanazawa.
| Nom des gares   |
| --------------- |
| Toyama          |
| Shin-Takaoka    |
| Kanazawa        |
| Komatsu*        |
| Kagaonsen*      |
| Awaraonsen*     |
| Fukui           |
| Echizen-Takefu* |
| Tsuruga         |

Les gares marquées d'un astérisque ne sont pas desservies par tous les trains.

## Matériel roulant
Les services Tsurugi sont effectués par les Shinkansen E7 et W7.